# Nombre 158
El nombre 158 (CLVIII) és el nombre natural que segueix el nombre 157 i precedeix el nombre 159.
La seva representació binària és 10011110, la representació octal 236 i l'hexadecimal 9E.
La seva factorització en nombres primers és 2×79; altres factoritzacions són 1×158 = 2×79; és un nombre 2-gairebé primer: 2 × 79 = 158.